# 韋爾博韋 (諾索夫卡區)
50°43′24″N 31°50′49″E / 50.72333°N 31.84694°E
韋爾博韋（烏克蘭語：Вербове），是烏克蘭北部的村莊，隸屬切爾尼希夫州的尼任區。該村面積0.48平方公里，海拔高度133米，2001年人口97，人口密度每平方公里202.08人。